# Harm Edens

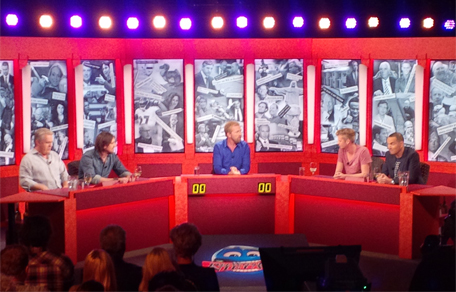
Harm Edens (m.) presenteert Dit Was Het Nieuws. Eveneens afgebeeld, v.l.n.r.: Thomas Acda, Mattie Valk, Wietze de Jager en Raoul Heertje

Harm Jacob Edens (Enschede, 4 augustus 1961) is een Nederlandse presentator. Hij geniet bekendheid als presentator bij onder andere Dit Was Het Nieuws, BNR Nieuwsradio en Omroep Gelderland.  

## Loopbaan
Edens studeerde een tijdje Nederlandse taal- en letterkunde aan de Rijksuniversiteit Groningen, maar stapte over naar de Universiteit van Amsterdam om theaterwetenschap te studeren. Na zijn afstuderen in 1987 volgde hij nog enkele comedycursussen.
Tijdens zijn studie leerde hij Ger Apeldoorn kennen, met wie hij sinds 1986 een schrijversduo vormt. Samen schreven ze originele scripts, vertalingen en bewerkingen voor verscheidene comedyseries (waaronder SamSam, Laat maar zitten, In de Vlaamsche pot, Het Zonnetje in Huis en Gemeentebelangen), een aantal televisieshows (waaronder voor Sylvia Millecam en Karin Bloemen) en enkele theaterproducties.
Edens is ook als presentator actief. Hij presenteerde bijvoorbeeld enkele keren de voorronde van het Nationaal Songfestival en driemaal het gala van de Gouden Harpen van Conamus. Ook is hij bekend als de presentator van het succesvolle satirische nieuwsprogramma Dit Was Het Nieuws, waar hij al sinds het begin bij betrokken is. Daarnaast presenteerde hij de NCRV-programma's Knowing Me, Knowing You en Zeg 'ns SOAAA!. Vanaf 27 juli 2009 presenteerde hij twee seizoenen de dagelijkse talkshow On Air bij de NCRV op Nederland 3.
Van april 2007 tot september 2008 presenteerde hij het programma Pubers bij Omroep Gelderland. Van 2008 tot 2018 presenteerde hij Gelderse Koppen en sinds 2017 presenteert hij BuitenGewoon TV voor de regionale zender. Tevens verslaat hij elk jaar de Nijmeegse Vierdaagse voor Omroep Gelderland in de derde week van juli. 
Hij presenteerde een aantal jaren voor de TROS en NCRV programma's op Radio 1, tegenwoordig is hij te horen op BNR Nieuwsradio.
Harm Edens is veel en actief bezig met duurzaamheid en de wereld om hem heen en is sinds 1999 ambassadeur van het Wereld Natuur Fonds.
Edens is sinds 2013 ambassadeur van stichting De Liedjesfabriek.
Van 2011 tot 2015 was Edens te zien bij RTL 4, wederom als presentator van het programma Dit Was Het Nieuws. 
In 2015 was hij samen met Angela Groothuizen te zien in het programma Wie doet de afwas? en in commercials van zorgverzekeraar Zilveren Kruis. In 2017 verhuisde Dit Was Het Nieuws met presentator Edens terug naar publieke omroep AVROTROS.
In 2018 presenteerde Edens voor AVROTROS De TV-kijker van het jaar, waarin de kennis van het publiek over het afgelopen tv-jaar werd getoetst. De beste deelnemers mochten naar de finale om de uiteindelijke tv-kijker van het jaar te bepalen. In 2021 presenteerde Edens het soortgelijke programma Je zou het moeten weten, in het kader van 70 jaar Nederlandse televisie. Sinds 2020 presenteert Edens jaarlijks De Grote Klimaatkwis voor HUMAN. In 2021 presenteerde hij het programma Wandelhart voor KRO-NCRV en Omroep Gelderland in de week waarin normaal gesproken de Nijmeegse Vierdaagse werd gelopen.
Vanaf 2020 maakt Edens samen met Arjan Snijders en Ron Vergouwen de podcast Dit Was De Radio.
Harm Edens is vanaf 2021 presentator van Tien voor Taal op SBS6. In 2025 presenteerde hij voor diezelfde zender de quiz Hart tegen hart.

## Trivia
- Edens heeft een eigen productiebedrijf Wat Een Leuke B.V..
- Arriva rijdt in de Achterhoek met treinstel 10255, dat de naam Harm Edens draagt; hieraan refereerde hij in Dit Was Het Nieuws.[2]
- In 2024 deed Harm mee met Make Up Your Mind als Gladiola Holt.
- Edens woont in Zutphen.